# 237 Celestina
237 Celestina (mednarodno ime 237 Coelestina) je asteroid tipa S v glavnem asteroidnem pasu. 

## Odkritje
Asteroid je odkril avstrijski astronom Johann Palisa 27. junija 1884 na Dunaju . Imenuje se po Celestini, ženi avstrijskega astronoma in matematika Theodorja von Oppolzerja (1841 – 1886). 

## Lastnosti
Asteroid Celestina obkroži Sonce v 4,59 letih. Njegova tirnica ima izsrednost 0,073 nagnjena pa je za 9,754° proti ekliptiki. Njegov premer je 41,08 km. .